# Matriu de portes
En electrònica, una matriu de portes (gate array en anglès) o Uncommitted Logic Array (ULA, o «matriu lògica no encarregada» o «no compromesa») és una tècnica per dissenyar i implementar un circuit integrat d'aplicació específica (Application-Specific Integrated Circuit o ASIC), utilitzant un xip prefabricat amb dispositius actius com ara portes AND, etc., que són posteriorment interconnectats mitjançant una capa de màscara en ordre d'encàrrec.

## Dibuix
Un circuit de matriu de portes és un xip prefabricat, sense funcions predefinides, en el qual els transistors, portes lògiques NAND o NOR i altres dispositius actius, estan disposats en posicions predeterminades en una oblia de silici, generalment anomenada «master slice». La creació d'un xip amb una funció específica requereix l'addició d'una o més capes de metall connectades al master slice, per tal d'unir-se als esmentats dispositius actius per obtenir d'aquesta manera el xip final d'acord amb les necessitats. Aquestes capes són similars a les pistes de coure sobre una placa de circuit imprès.
Els master slice de matriu de portes són prefabricats i emmagatzemats a granel, de manera que la producció d'encàrrec per a un client particular es pot fer ràpidament en comparació amb un disseny utilitzant «standard cells» (cel·les estàndards) o totalment des de zero. L'ús de la matriu de portes redueix el cost de les màscares fotogràfiques, ja que relativament poques han de ser produïdes. També redueix els costos de les proves, ja que totes les gate arrays amb la mateixa mida de die, es poden provar amb les mateixes eines.
Les matrius de portes, van ser les precursors dels ASIC estructurats, més avançats: els últims, a diferència dels seus predecessors, tendeixen a incloure memòries predefinides o reconfigurables, i/o blocs analògics. ASIC estructurats encara es produeixen per empreses com ChipX, Inc. (avui, subsidiària de GigOptix Inc.).
Les matrius de portes s'ofereixen en diverses sèries, que es diferencien pel nombre de portes lògiques, terminals d'E/S i connexions, per satisfer les diverses necessitats de la construcció d'un xip per encàrrec.

## Desavantatges
Les principals desavantatges de les matrius de portes són la seva densitat i rendiment lleugerament inferiors en comparació amb altres enfocaments per al disseny ASIC. No obstant això, aquesta tècnica és sovint un enfocament viable per baixos volums de producció.

## Història

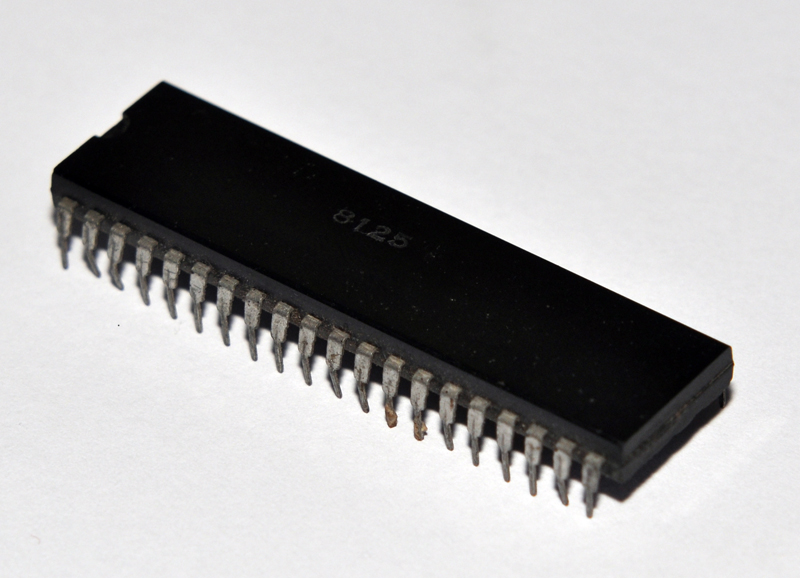
ULA del Sinclair ZX81.

Sinclair Research va utilitzar una ULA en el seu ordinador domèstic Sinclair ZX81 per reduir el nombre de circuits integrats del model anterior, el ZX80, inserint en un sol xip les funcions de molts altres. Una altra ULA va ser utilitzada posteriorment en el ZX Spectrum (i als seus clònics brasilers, els TK 90X i TK 95, a través d'enginyeria inversa). Acorn Computers ha utilitzat diverses ULA en el seu BBC Micro, i ha integrat les funcions de gairebé tots els xips en una sola ULA en produir l'Acorn Electron. Molts altres fabricants d'aquesta època han utilitzat un xip ULA. Ferranti, un pioner britànic en tecnologia de fabricació de matrius de portes, va abandonar més tard aquest mercat. Quan l'IBM PC va conquerir gran part del mercat dels ordinadors personals, la producció a gran escala ha fet la fabricació de xips a la mida molt més econòmica.
Els seus successors són la FPGA (Field Programmable Gate Array), CPLDs (Complex Programmable Logic Device) i ASIC estructurat. En comparació amb les ULA, que requereixen una oblia de semiconductor per construir interconnexions, FPGAs i CPLDs tenen interconnexions programables.